# Rignano Flaminio
Rignano Flaminio este un oraș în Italia.

## Demografie
Rignano Flaminio - evoluția demografică

|  | Graficele sunt indisponibile din cauza unor probleme tehnice. Mai multe informații se găsesc la Phabricator și la wiki-ul MediaWiki. |

Date: Recensăminte sau birourile de statistică - grafică realizată de Wikipedia